# Hokej na ledu na Zimskih olimpijskih igrah 1984
Hokej na ledu je bil na Zimskih olimpijskih igrah 1984 petnajstič olimpijski šport. Hokejski olimpijski turnir je potekal med 7. in 19. februarjem 1984 v sarajevski dvorani Zetra. Zlato medaljo je osvojila sovjetska reprezentanca, srebrno češkoslovaška, bronasto pa švedska, v konkurenci dvanajstih reprezentanc, petič in zadnjič tudi jugoslovanske, ki je osvojila enajsto mesto. 

## Dobitniki medalj
| Zlato | Srebro | Bron |
| Sovjetska zvezaVladislav Tretjak Zinetula Biljaletdinov Sergej Šepelev Nikolaj Drozdecki Vjačeslav Fetisov Aleksander Geramisov Aleksej Kasatonov Andrej Homutov Vladimir Kovin Aleksander Koževnikov Vladimir Krutov Igor Larjonov Sergej Makarov Vladimir Miškin Vasilij Pervuhin Aleksander Skvorcov Sergej Starikov Igor Stelnov Viktor Tjumenev Mihail Vasiljev | ČeškoslovaškaMilan Chalupa Jaroslav Benák Vladimír Caldr František Černík Miloslav Hořava Jiří Hrdina Arnold Kadlec Jaroslav Korbela Jiří Králík Vladimír Kýhos Jiří Lála Igor Liba Vincent Lukáč Dušan Pašek Pavel Richter Jaromír Šindel Radoslav Svoboda Eduard Uvíra | ŠvedskaThomas Åhlén Per-Erik Eklund Thom Eklund Bo Ericson Lars Håkan Eriksson Peter Gradin Mats Hessel Michael Hjälm Göran Lindblom Tommy Mörth Håkan Nordin Rolf Ridderwall Jens Öhling Thomas Rundqvist Tomas Sandström Håkan Södergren Mats Thelin Michael Thelvén Mats Waltin Göte Wälitalo |

## Končni vrstni red
1. Sovjetska zveza
2. Češkoslovaška
3. Švedska
4. Kanada
5. Zahodna Nemčija
6. Finska
7. ZDA
8. Poljska
9. Italija
10. Avstrija
11. Jugoslavija
12. Norveška